# تاتيانا زاسلافسكايا
تاتيانا زاسلافسكايا (بالروسية: Татьяна Ивановна Заславская) (سبتمبر 1927 - 23 أغسطس 2013) هي عالمة اجتماع اقتصادي روسي، والمؤلفة الرئيسية لتقرير نوفوسيبيرسك والعديد من الكتب حول اقتصاد الاتحاد السوفيتي (متخصصة في الزراعة) وفي علم الاجتماع في الريف. كانت عضوًا في اللجنة الاستشارية لرئيس روسيا من عام 1991 إلى عام 1992 وعضوًا في الأكاديمية الروسية للعلوم. زاسلافسكايا هي مؤسسة مركز أبحاث الرأي العام الروسي ومديرة عملها في الأعوام من 1987 إلى 1992. وفي عام 2000، حازت على جائزة ديميدوف والرئيسة الفخرية لمركز ليفادا.

## سيرتها الشخصية

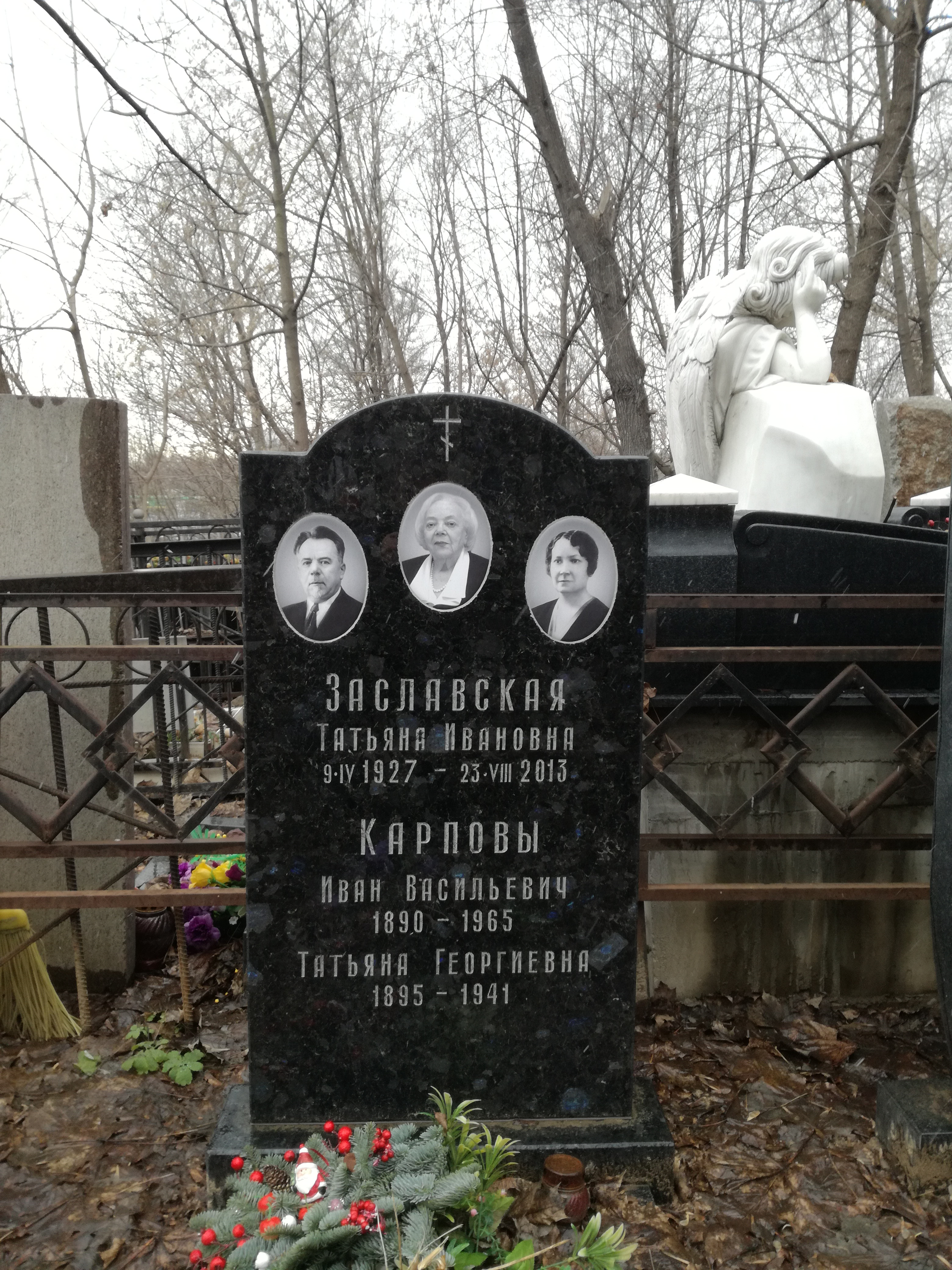
rip 1991 2017

ولدت تاتيانا زاسلافسكايا في عام 1927 في كييف ونشأت في موسكو. درست في قسم الفيزياء في جامعة موسكو الحكومية لمدة ثلاث سنوات، ثم تخرجت من قسم الاقتصاد بالجامعة في عام 1950. وقد أنهت دراستها بعد التخرج في معهد الاقتصاد التابع لأكاديمية العلوم في اتحاد الجمهوريات الاشتراكية السوفيتية بدرجة مرشح العلوم في عام 1956 تحت إشراف البروفيسور فلاديمير فينشر (بالروسية:Владимир Григорьевич Венжер). في عام 1963 انضمت إلى معهد نوفوسيبيرسك للاقتصاد برئاسة أبيل أجانبجيان (بالروسية:Абел Аганбегян) للعمل في قيادة العلماء الشباب والموهوبين. في عام 1965 حصلت على الدكتوراه في الاقتصاد، وفي عام 1968 تم انتخابها كعضو مشارك (بالروسية:член-корреспондент) في أكاديمية العلوم في الاتحاد السوفيتي.

## أبحاثها
قاد تحليل الوضع الاقتصادي في الزراعة السوفيتية زاسلافسكايا إلى استنتاج مفاده أنه لا يمكن تفسير المشكلات التي تم كشفها دون تحليل اجتماعي، يحده التجديف داخل العلم الماركسي الكنسي، الذي افترض أن تطور المجتمع مستمد من العلاقات الاقتصادية، وليس العكس. في هذه الأوقات، كان علم الاجتماع السوفيتي يخضع للتدقيق الدقيق للحزب الشيوعي (من موقع العلوم البرجوازية الزائفة خلال فترة قصيرة من التحرير خلال خروتشوف ذوبان الجليد إلى انتقادات حادة خلال عهد ليونيد بريجنيف). سمحت البعد والحرية العلمية النسبية للقسم الشاب في أكاديمية العلوم في اتحاد الجمهوريات الاشتراكية السوفيتية في نوفوسيبيرسك زاسلافسكايا بإجراء بحثها في علم اجتماع القطاع الزراعي من خلال دراسة ريف سيبيريا، التاي كراي على وجه الخصوص.
في السنوات الأخيرة من الاتحاد السوفيتي، كانت المعلومات المفصلة الدقيقة المتعلقة بالظروف في الزراعة السوفيتية تعتبر سرًا للدولة عندما لا تخضع للرقابة الكاملة. حدث خرق كبير في الأمن في عام 1983 عندما نشرت تفاصيل صحيفة سرية، تقرير من المؤتمر المغلق في نوفوسيبيرسك من قبل تاتيانا زاسلافسكايا بشأن الأزمة في الزراعة السوفيتية، في واشنطن بوست. كان يطلق عليها اسم (حول تحسين علاقات الإنتاج الاشتراكي ومهام علم الاجتماع الاقتصادي) في اتحاد الجمهوريات الاشتراكية السوفيتية، تم سحب جميع نسخ «بيان نوفوسيبيرسك» من قبل الكي جي بي. في وقت لاحق أصبح يعرف باسم تقرير نوفوسيبيرسك في الغرب، وكان يعتبر في كثير من الأحيان واحدة من أولى علامات البيريسترويكا. على الرغم من التعبير عنها من الناحية النظرية الماركسية ، إلا أن هذه الورقة - وهي الخطوط العريضة لمشروع بحثي مقترح لدراسة الآليات الاجتماعية للتنمية الاقتصادية كما تجسدها الزراعة في سيبيريا - كانت تنتقد بشدة الظروف الحالية. زاسلافسكايا مؤلفة عدد من الأعمال باللغة الروسية التي تتناول الاقتصاد والظروف الاجتماعية في الزراعة السوفيتية على الرغم من أن بعض أعمالها قمعت من قبل الرقابة السوفيتية. على سبيل المثال، منهجية مقارنة إنتاجية العمل في الزراعة في اتحاد الجمهوريات الاشتراكية السوفيتية والولايات المتحدة الأمريكية، مكتوبة مع سيدوروفا، تم قمعها بسبب نتائجها المتشائمة
في عام 1988 عادت زاسلافسكايا إلى موسكو لتكوين مركز أبحاث الرأي العام الروسي مركز أبحاث الرأي العام الروسي الذي كانت مديرة له حتى عام 1992. وبعد ذلك أصبحت رئيسة محترمة لـ مركز أبحاث الرأي العام الروسي ثم رئيسة كريمة للمركز التحليلي ليوري ليفادا (Levada) المركز منذ عام 2004).
في عام 1993 أصبحت رئيسة مشاركة للمركز الأكاديمي متعدد التخصصات للعلوم الاجتماعية (الروسية: Интерцентра). منذ عام 1993، يعقد «المركز الدولي» عشرة مؤتمرات دولية سنوية حول السؤال: «إلى أين تذهب روسيا؟» تحت إشراف تاتيانا زاسلافسكايا. يشارك العديد من ممثلي العلوم المختلفة (المؤرخون، الفقهاء، علماء الاجتماع، الاقتصاديون، علماء السياسة، علماء الثقافات، والفلاسفة) في هذه المؤتمرات التي تناقش موضوعات مثل الحكم الأفضل على عمليات التحول ما بعد الشيوعية أو المشاكل الحديثة وآفاق تطور اللغة الروسية المجتمع.
تطورت حجج زاسلافسكايا مع مرور الوقت. في الثورة الاشتراكية الثانية تخيلت أن الاتحاد السوفيتي كان يمر بثورة ديمقراطية من شأنها أن تجعل روسيا اشتراكية حقيقية. خلال العقدين القادمين، حيرة حول شكل وطبيعة التحول الذي حدث بالفعل في روسيا بحجة عام 1999 أنه كان نوعًا من الثورة، ولكن في عام 2002 توّصلت إلى أنه «لم تكن هناك ثورة اجتماعية جديدة في روسيا». رأت التغيير الاجتماعي يحدث من خلال الأزمات التي تنطوي على «تحول عشوائي» كما في التسعينيات فقدت مجموعة ييلتسين السيطرة على الوضع. قادها ذلك إلى محاولة ابتكار تحليلات مختلفة للتجمعات الاجتماعية ونماذج التغيير التي تميل إلى الوصف والتصنيف.
توفيت في عام 2013 بعد أن تركت دورها كعضو في البرلمان قبل عشرين سنة للتدريس والكتابة. وقد نجت من قبل زوجها ميخائيل وابنتها أوكسانا.

## العضويات والجوائز
عضو في أكاديمية أوروبا، الأكاديمية الأوروبية المتوسطية، عضو فخري في الأكاديمية البولندية للعلوم، دكتوراه في فلسفة كلية أوبرلين، عضو في المعهد الاجتماعي الدولي.
حائز على جائزة كاربينسكي  (صندوق تايوبيفيرا، 1989، ألمانيا)، جائزة ديميدوف  (صندوق ديميدوفسكي، 2000، روسيا، يكاترينبرج)، مؤسس مدرسة نوفوسيبيرسك الاقتصادية-الاجتماعية.
حصلت هي مع أوامر السوفيتية وسام الشرف (1972)، وسام اللواء الأحمر للعمل (1975)، وسام الصداقة بين الشعوب (1981)، وسام ثورة أكتوبر (1987).